# Mommenheim, Bas-Rhin

Mommenheim este o comună în departamentul Bas-Rhin, Franța. În 1 ianuarie 2022 avea o populație de 2.251 de locuitori.